# Elatostema yunnanense
Elatostema yunnanense es una especie de planta del género Elatostema, perteneciente a la familia Urticaceae.

## Taxonomía
Elatostema yunnanense fue descrita por H. Schroet. en 1936.

## Distribución
Se encuentra en el territorio centro-sur de China.